# 加治氏
加治氏（かじし）は、武蔵国高麗郡加治（現在の埼玉県飯能市）付近から秩父にかけて活動していた武蔵七党の丹党に属する豪族。
ほか宇多天皇の皇子敦実親王を祖とする源氏（宇多源氏）佐々木氏流、桓武天皇の子孫で平の姓を賜った家系である平氏（桓武平氏）城氏流などにみられる。もしくは、加地氏の末裔が語音が等しい加治を名乗っている場合もある。

## 概略
丹党は宣化天皇の後胤で、彦武王のときに多治比古姓を賜り、峯時のときから関東に居住、その孫の武綱のときに秩父郡領になったといわれる。丹党の秩父基房には男子が数人あり、嫡子が勅使河原氏を、綱房は新里氏を、成房は榛原氏を、重光は小島氏を、そして経家の子の家季が加治氏を称したとされる。
加治氏が居住した、入間市や飯能市には加治氏と関わりを持つ加治神社、加治屋敷跡（加治丘陵）などの史跡がある。
菩提寺となった入間市野田の円照寺には、加治左衛門入道家貞こと「道岑禅門」の供養板碑があり、鎌倉幕府の陥落の日を伝えている。後裔には中山氏を称する者が現われ、戦国時代には後北条氏に仕えた。
八条流馬術の名手であった加治勘解由左衛門家範（中山勘解由左衛門家範）は、豊臣秀吉の小田原征伐のとき北条氏照の命により武蔵国多摩郡の八王子城を守り、前田利家、上杉景勝の猛攻をしのぎ勇戦奮闘する。利家はその勇武を惜しみ開城をすすめて助命しようとしたが、家範は忠死した。水戸藩御附家老の中山家は家範の子の信吉の代から始まっており、明治維新後は華族として男爵に叙された。
その他、丹党加治氏と異なる系統として、宇多天皇の皇子敦実親王を祖とする源氏（宇多源氏）佐々木氏流がある。佐々木秀義の三男である盛綱が加地を名乗った。加地氏は越後の他、代々備前国児島を領地としており、備陽旗頭として備前備中に領地を得ていたが、天文22年（1553年）の冬に飽浦・加地両家の間に争論が生じ、加地が破れ京に逃る。とある。加地氏の子孫の一部が豊前地方に流れ、加治を名乗っていると言い伝えがある。